# Drslavice (tvrz)
Drslavice jsou goticko-renesanční tvrz ve stejnojmenné obci v okrese Prachatice. Od roku 1963 je chráněna jako kulturní památka.
Vznikla zřejmě ve 14. století. Avšak vesnice Drslavice je písemně doložena až na sklonku 14. století, mnohem později než napovídá český čelední typ jejího názvu, nasvědčující vzniku v rámci vnitřní kolonizace nejméně o dvě století dříve. Prvními držiteli tvrze byli vladykové z Drslavic. Roku 1537 koupil Wolf Wiennar z Muronu od Diviše z Újezda tvrz a ves Drslavice včetně poddanských vsí Dvory, Kratušín a Borek. Dne 26. října 1548 pořídil Wolf Wiennar poslední vůli, ve které odkázal své jediné a dosud nedospělé dceři Maryně tvrz Drslavice a dům v Českých Budějovicích. Na hájení dědických práv osiřelé Maryny vystupují pokrevní přátelé bratři Robmhápové a Petr Sudek. Zikmund Robmháp ze Suché prodal v roce 1549 tvrz Drslavice s příslušenstvím poručníkům Viléma z Rožmberka za 1200 kop grošů českých. Později se tvrz dostala do moci Eggenbergů a Schwarzenbergů. Postupně ztrácela svou rezidenční funkci, tu nahrazovala funkce hospodářská. Úpadek tvrze nastal po roce 1619, kdy vyhořela. Hospodářský dvůr byl obnoven, tvrz však nikoliv. V roce 1778 byla tvrz upravena na sýpku, tomuto účelu sloužila až do roku 1803, kdy byla po částech rozprodána poddaným. V roce 1931 tvrz koupili manželé Švejdovi, jejich potomek, Zdeněk Švejda, bývalý stíhací pilot, tvrz rekonstruuje.

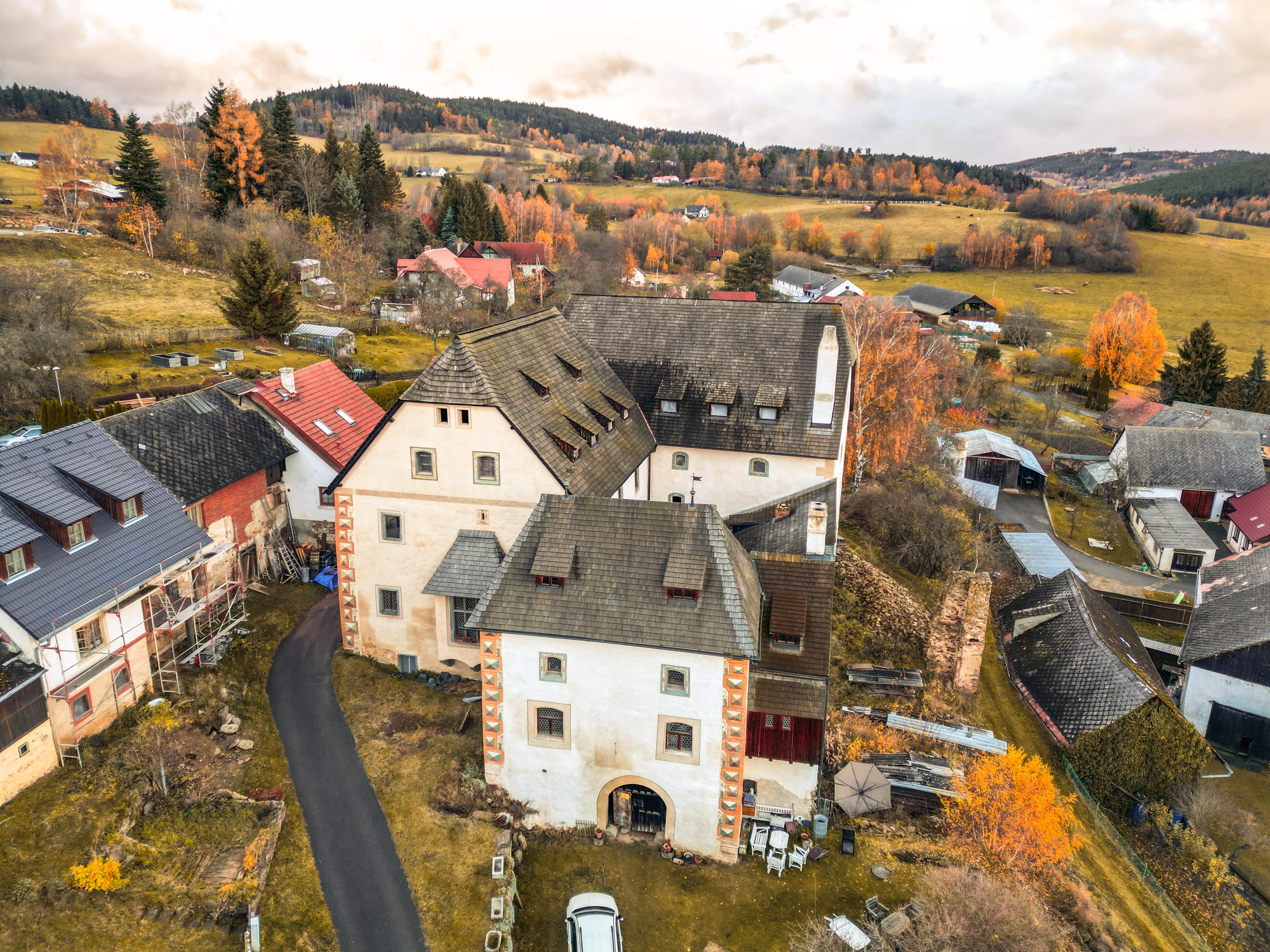